# Tuamgraney
Tuamgraney (ch; autrefois Tomgraney, Tomgrenei; en irlandais : Tuaim Gréine, la tombe de Gráinne) est un village et une paroisse civile, à l'est du comté de Clare, à l'ouest de l'Irlande.

## Localisation
À un  kilomètre de la rivière Graney qui se jette dans Lough Derg, le village est issu d'un peuplement ancien, connu pour son église dédiée à St Cronán. Elle est considérée comme la plus ancienne église restée en service sans interruption en Irlande
La paroisse ecclésiastique se trouve dans la baronnie de Tulla Upper et englobe les villages de Scarriff et Tomgraney.
Le village s'étend sur 12 km sur 4 km et couvre 4,7 ha.
La paroisse est d'un relief accidenté, avec des hauteurs allant de 37 à 143 m au-dessus du niveau de la mer. La rivière Scariff parcourt le territoire depuis son cours supérieur à travers le Lough O'Grady jusqu'à son embouchure dans la baie de Scarriff, à Lough Derg.
Le village de Tuamgraney se trouve si près de la ville de Scarriff qu'aujourd'hui les deux sont souvent considérés comme une seule agglomération.
Un puits dédié à saint Cronán se situe dans le townland de Currakyle.
Le château voisin de Tuamgraney est encore en bon état de conservation.

## Histoire
Selon la légende, "Tuamgraney", ou "Tuam Greine", fait référence à la fois au monticule du soleil et à la tombe de  Grian ( en irlandais : 'soleil'). Le territoire fait partie de l'ancien territoire d'Ui Dhanghaile qui comprenait les voisins Scariff (Maynoe), Tuamgraney, Inis Cealtra (Holy Island) et Clonrush. 
Sa situation géographique près du Lough Derg combinée à son riche patrimoine visuel fait de Tuamgraney un endroit des plus attractifs sur le Lough Derg Way. Le monticule de Grian juste à l'extérieur du village marque le site du premier suicide enregistré dans l'histoire irlandaise. Celle qui avait des joues brillantes était une princesse de l'Irlande pré-chrétienne, la fille d'un roi qui vivait dans les montagnes Sliabh Aughty d'East Clare. Elle était célèbre pour sa beauté mais était d'origine non naturelle, "engendrée par un être humain sur un rayon de soleil." Oh ! quelle imagination ces anciens avaient ! Quand on lui a dit cela, elle est devenue déprimée et s'est noyée elle-même dans un lac depuis appelé Lough Graney. Son corps a flotté sur la rivière Graney et a été retrouvé près de Lough Derg à un endroit connu sous le nom de Derrygraney - le bois de Grian. Elle a été enterrée sous un monticule et l'endroit a pris le nom de Tuamgraney ou Tuam Greine, le tombeau de Grian. Des piliers de pierre se dressent aujourd'hui en sentinelle à côté de sa tombe supposée.
Le Memorial Park (jardin du souvenir) rend hommage à ceux qui sont tombés pendant la guerre d'indépendance irlandaise. Le Dr Edward MacLysaght, le plus grand généalogiste d'Irlande, y est également commémoré."
La paroisse de Tuamgraney a été fondée par un saint nommé Cronán ou Chronain, peut-être le même que Crónán, abbé et évêque fondateur de Roscrea.
Le lieu est mentionné dans les annales dès 735.
Une tour ronde y a été réparée par Brian Boru, les châteaux de Tuamgraney et Scarriff en font partie. En 1560, les deux châteaux appartenaient à Edmond O'Grady.
En 1633, Richard Boyle, 1er comte de Cork, acheta dix quarts de terre au nord de la rivière Graney, y compris le château et les forges de Scarriff. Ces terres ont été associées à l'ancienne paroisse Moynoe pour former la paroisse de Scariff.
Aujourd'hui, le village de Scarriff se trouve dans la paroisse catholique romaine de Scariff et Moynoe qui fait elle-même partie du diocèse catholique romain de Killaloe.
La partie sud de la paroisse de Tuamgraney a été regroupée avec la paroisse médiévale de Kilnoe au début du XVIIIe siècle pour former la paroisse de Bodyke.
La paroisse catholique romaine de Bodyke englobe Bodyke, Kilnoe et Tuamgraney, également dans le diocèse de Killaloe.
Des membres de la famille Ó Cillín ont été coarbs de Tuamgraney.
La romancière Edna O'Brien est née à Tuamgraney en 1930.
Le  généalogiste Edward MacLysaght est enterré près de l'église St. Cronan.

### Le village dans les Annales
Voir : (en) Annals of Inisfallen (AI)
- AI749 Kl. Death of Conchellach, abbot of Tuaim Gréine.
- AI934.1 Kl. Repose of Rebachán son of Mothla, abbot of Tuaim Gréine and king of Dál Cais.
- AI1003.8 Repose of Donngal son of Beoán, abbot of Tuaim Gréine.
- AI1020.2 Muiredach Ua hAililléin, lector of Tuaim Gréine, rested in Christ.
- AI1024.8 Niall Ua Cellaig, lector of Tuaim Gréine, rested in Christ.
- AI1026.7 Conall Ua Cillíne, coarb of Crónán of Tuaim Gréine, fell asleep.